# 百衲本
百衲本（ひゃくのうぼん）は、漢籍出版の一形態。異なった版本を寄せ集め、欠落を補うことで、完本としたものである。
「衲」は「補綴する」「綴り合せる」という意味である。清初の宋犖（1634年 - 1714年）が、2種類の宋本と3種類の元本を集めて『史記』（全80冊）を編纂し、これが『百衲本史記』と称されたのが最初である。傅増湘（1872年 - 1949年）は数種の宋本から『百衲本資治通鑑』（全80冊）を編纂した。歴史の分野において単に「百衲本」と称する場合には、1936年に商務印書館から出版された『百衲本二十四史』を指すことが多い。

## 百衲本二十四史

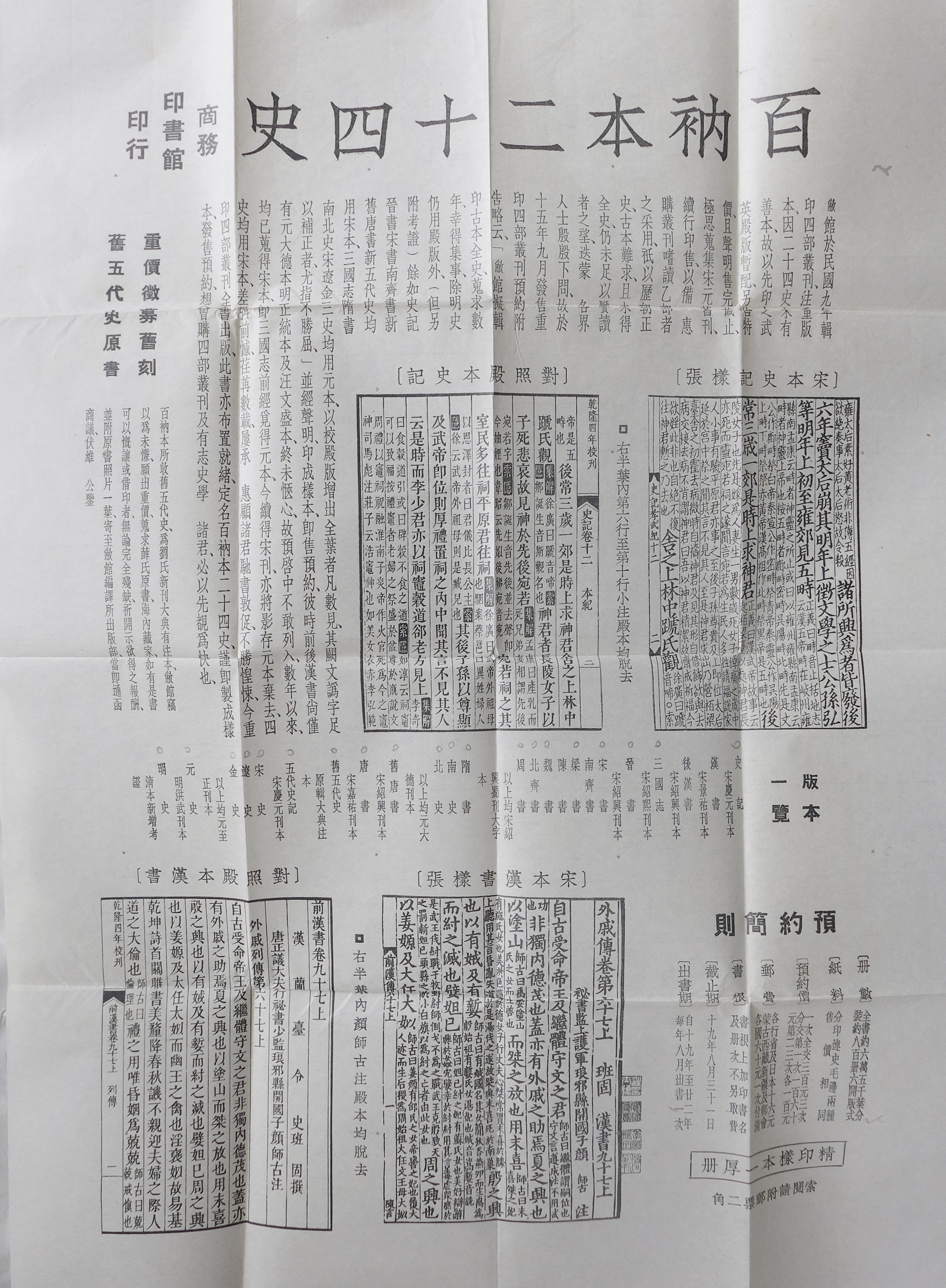
百衲本二十四史　広告

『百衲本二十四史』は、1930年～1937年に商務印書館から出版された二十四史の刊本（影印本、全820冊）。張元済（1867年 - 1959年）が出版を主宰した（四部叢刊も参照）。出版には約８年がかけられた。
百衲本の出版まで、二十四史の刊本としては乾隆帝の欽定になる『武英殿本二十四史』（殿本）が最も流布していた。しかし殿本には校勘・校刻の不備が指摘されており、張元済によって編纂事業が興されることとなった（四部叢刊も参照）。張元済は貴重な版本を博捜して、二十四史の版本の善本（できるだけ古く信用のおける版本）を選び、専門家による校勘を行った。
『百衲本二十四史』に集められたのは、宋代の善本15種、元代の善本6種、明・清に初刻された3種の版本である。二十四史に含まれるそれぞれの史書の版には、基本的に単一の版本を使用している。たとえば『隋書』は元大徳九路刻本を、『新唐書』は日本の静嘉堂文庫が所蔵する北宋嘉祐刻本を底本としている。ただし、原本の欠けた部分をほかの版本で補ったものもあり、たとえば『金史』は北京図書館所蔵の元至正原刊本（80巻が現存）を影印し、欠けた55巻は涵芬楼蔵の元代の覆刻本（初覆本と再覆本）で補っている。
- 魯迅博物館（北京）所蔵（魯迅旧蔵）
- 季羨林旧蔵

第二次世界大戦後、大陸において魯迅旧蔵の『百衲本二十四史』の影印本が刊行されているほか、台湾商務印書館から補校を加えた『百衲本二十四史（新版）』（王雲五主編）が出版されている。

## 書道における「百衲本」
書道の法帖（手本）において、複数の拓本を比較してよい字形を復元したものも百衲本と称する。